# Настільна рольова гра

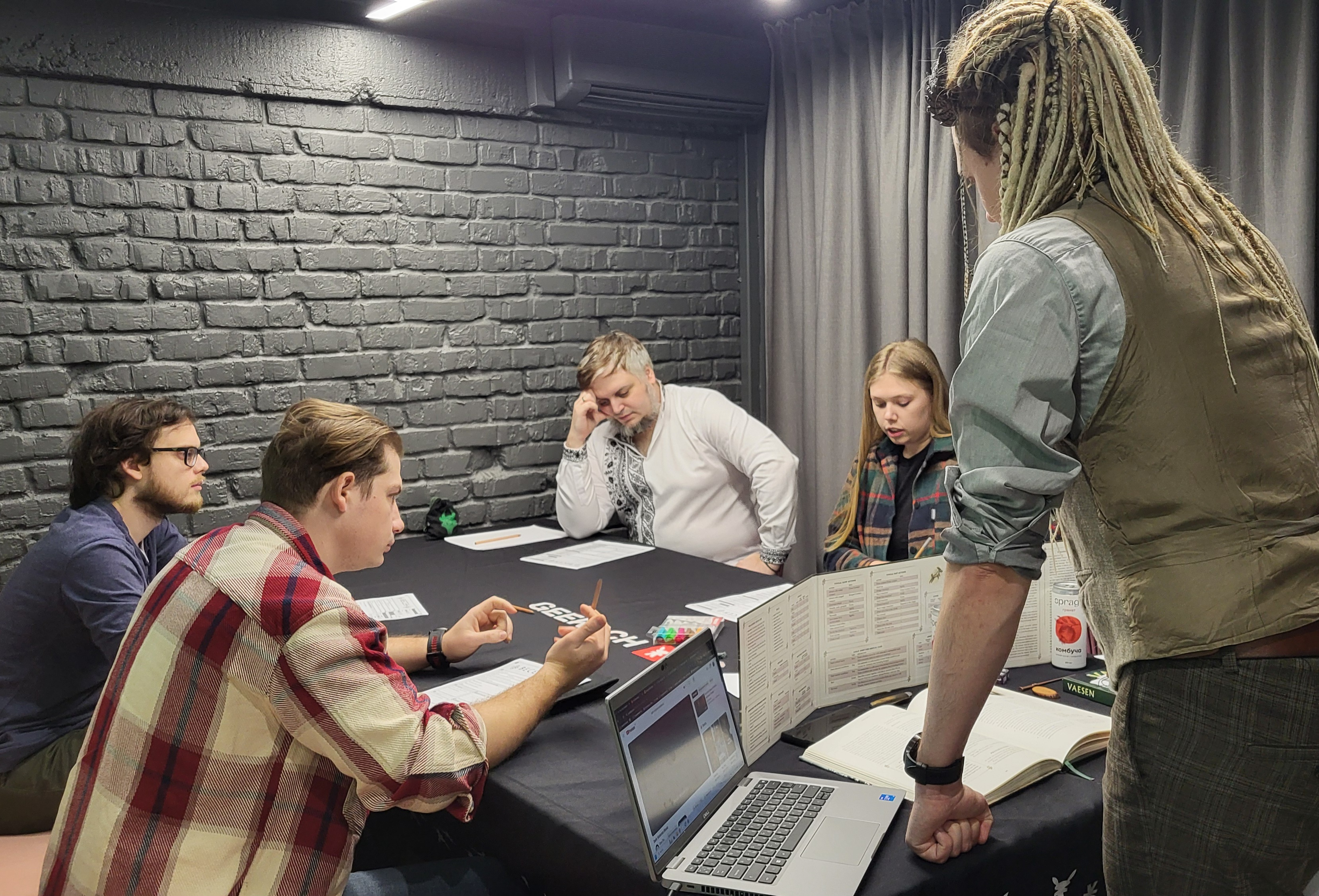
Сесія настільно-рольової гри Vaesen. Праворуч — відокремлений від решти гравців ширмою майстер гри

Настільна рольова гра — вид рольової гри з мінімальним використанням антуражу і активним використанням гральних кісток. Першою комерційною системою настільної рольової гри була «Dungeons & Dragons» компанії TSR, Inc., що вийшла в 1974 році (зараз торгова марка і права на гру належать компанії Wizards of the Coast).

## Особливості
На відміну від рольових ігор живої дії, в настільних іграх єдиним зв'язком між гравцями і світом (сетингом на жаргоні ігрових майстрів), в якому перебувають їх персонажі, є майстер (ГМ, від Game Master, в системах D&D — ДМ, від Dungeon Master), він описує гравцям ситуацію, в якій опинилися їхні персонажі, та зміни ситуації в результаті їх дій. Попередньо підготовану пригоду називають модулем.
Позитивною стороною є той факт, що в настільній грі можливо практично все. Персонажі можуть використовувати всі можливості, які надає їм ігровий світ, в своїх діях вони обмежені тільки моральними засадами своїх персонажів і внутрішніми законами світу, в якому вони знаходяться.
У той же час важливим мінусом настільних ігор є те, що команді гравців (або «партії», як її іноді називають) волею-неволею доводиться триматися велику частину часу разом, інакше дії (які і так розвиваються досить повільно) ризикують дуже сильно затягнутися.

## Техніка гри
Рольова гра може йти як словесно, так і з використанням правил ігрової системи. При словесній грі найчастіше ГМ сам вирішує, чи може гравець виконати заявлену ним дію чи ні. Коли гра ведеться за якоюсь ігровою системою, то зазвичай більшість можливостей описана і як-небудь охарактеризована правилами даної системи. У такій грі до виконання чи невиконання дії визначається ГМом відповідно до правила, формулою або таблицею, чи іншим варіантом передбаченим системою.
Важливе значення мають у рольових іграх генератори випадкових чисел. Вони визначають всі випадкові події, а також допомагають вносити певної варіацію при використанні навичок персонажа. Завдяки цьому гравець, персонаж якого має слаборозвинену характеристику, в результаті вдалого кидка, може вчинити дію, яка не вдалося виконати іншому гравцеві, персонаж якого має розвиненішу відповідну характеристику, при поганому кидку.
Найчастіше як генератори випадкових чисел використовуються комбінації гральних кісток, але в деяких системах використовуються колоди гральних карт або спеціальні фішки.
Вважається, що кістки є найзручнішим інструментом визначення випадкових чисел, тому що надають широкий вибір різноманітних варіантів.
Часто в грі використовується аркуш персонажа — аркуш, на якому гравець записує характеристики, спорядження та інформацію про свого персонажа. Рідше використовується екран майстра, на якому записані основні правила, послідовність сцен та інша допоміжна інформація. Шаблони листів персонажа і екран майстра зазвичай додаються до фірмової системи, але часто переробляються гравцями і майстрами під свій смак.

## Ігровий світ
Існує безліч ігрових світів для настільних рольових ігор. Найбільшу популярність серед них отримали такі світи як: Ravenloft, Warhammer, Dark Sun, Greyhawk, Forgotten Realms, Dragonlance, Al -Qadim, Planescape і Spelljammer. Найчастіше це світи жанру фентезі, але зустрічаються і світи пост апокаліптичного періоду, і світи кіберпанку.
Деякі з них обмежуються невеликою територією.
Сюжети для ігор часто беруться з відомих творів літератури чи кінофільмів, причому користуються популярністю як Фентезійні сюжети, так і науково-фантастичні.

## Ігрові системи
Ігрова система — це зведення правил, яких дотримується ГМ і гравці. Ці правила включають систему особливості формування персонажів, списки речей, описи монстрів, правила розрахунків для битв та соціальних взаємодій та багато іншого.
Існує безліч ігрових систем, і кожна з них має певні недоліки, проте далеко не всі системи підтримувались і розвивались видавцем достатньо довго щоб ці недоліки виправити. До найпопулярніших систем можна віднести Dungeons & Dragons, d20, Cyberpunk, GURPS, World of Darkness, Поклик Ктулху та Shadowrun.

### Домашні правила
Угода про нове правило що змінює або доповнює ігрову систему, використовувану гравцями і ГМ-му, називають домашнім правилом. Інша назва: хоумрул (від англ. homerule). Часто комплект домашніх правил повністю видозмінює ігрову систему або зрощує дві різні системи. Іноді домашні правила створюють свою власну окрему ігрову систему.

## Рольові ігри в Україні

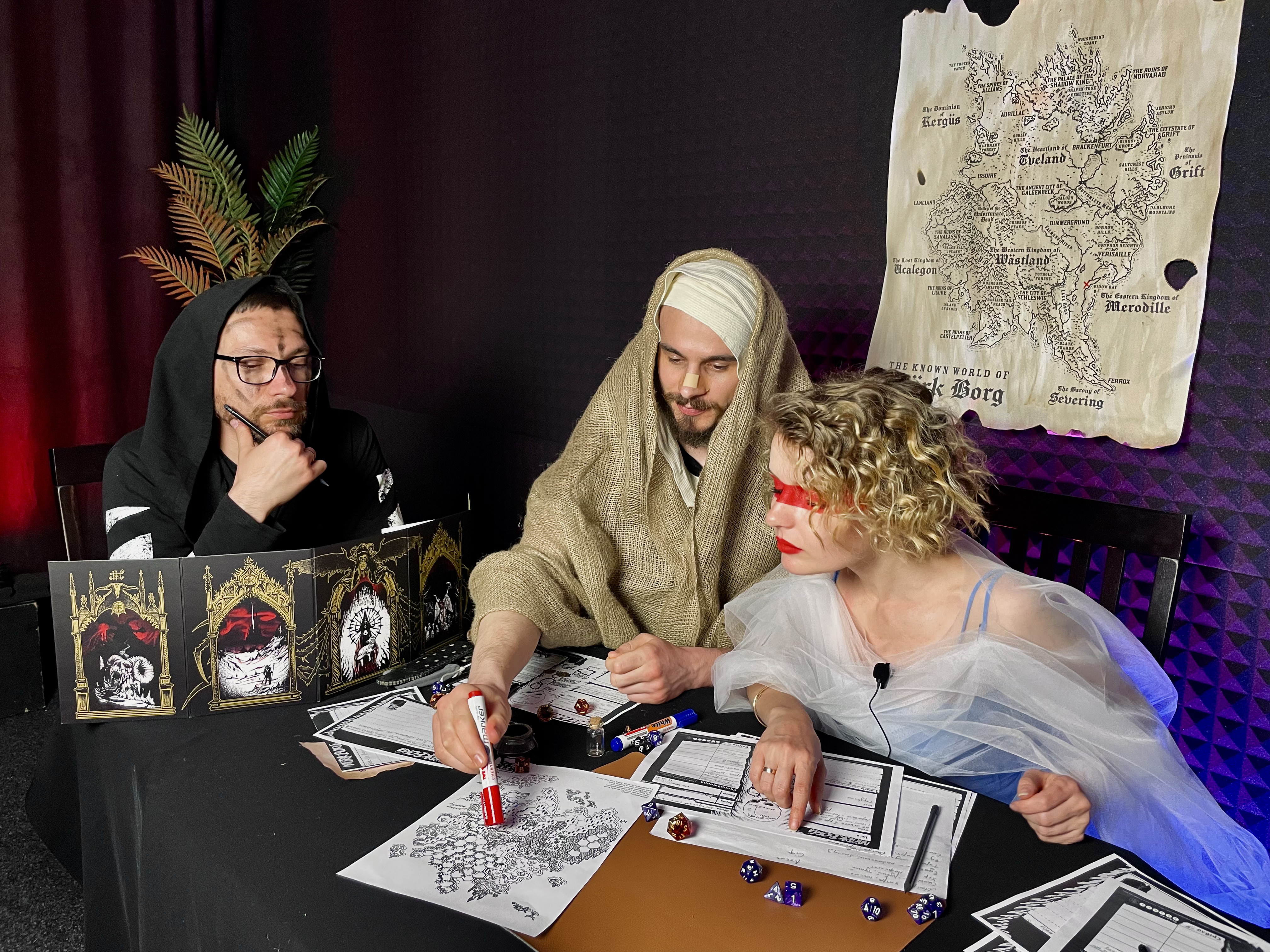
Українська команда ігор наживо «Мисливці за мітами» під час гри у Mörk Borg

В Україні у багатьох містах було створено клуби настільних рольових ігор. У цих клубах обладнані столи, або ж навіть окремі кімнати, для проведення настільних рольових ігор за різними ігровими системами. Також клуби зазвичай продають або здають в оренду інвентар для настільних рольових ігор, наприклад готові ігрові набори, книжки, фігурки, гральні карти та кістки.
Окрім цього, для проведення настільних рольових ігор через Інтернет використовуються різні програми, такі як Discord та Telegram.
Наприклад, в Discord існують українськомовні сервери «RolePlay Солов'їною», «ІНРІУМ», «Amici Noctis» та інші. Вони об'єднують сотні активних гравців і прихильників настільних рольових ігор.
Рольова спільнота України активно перекладає українською мовою правила для різних настільних рольових ігор. Окрім цього, українські автори створюють власні ігрові системи, які збирають своїх фанатів. (наприклад гра «Космічний ковбой» та Архетерика)
У 2022 році було розпочато видання рольового українського журналу «Мімік».
Також Рольова спільнота України допомогла адаптувати ігровий сайт Roll20 для гри українською мовою.
В Україні до 2021 р. кілька разів проводили Comic Con Ukraine, на якому зокрема були представники настільних рольових ігор.
Пошановувачі настільних рольових ігор в Україні мають власну активну спільноту. Так, зусиллями «ІНРІУМ» та «RolePlay Солов'їною» з 2022 року було проведено багато онлайн фестивалів для усіх бажаючих пограти та ознайомитися з рольовими настілками. А у вересні 2023 року у Львові відбувся перший в Україні фестиваль настільно-рольових ігор DiceCon.
Окрім цього, в українському сегменті YouTube є активні представники настільних ролівок, що популяризують це гобі. Як, наприклад, канали Таверна «Чванлива Чайка», idearoll, Dice&Bones, This is Gothic Punk, Енді Літ, Хмарять Мари та інші.
У 2024 у Києві відбувся фестиваль FANCON, одна з секцій якої була присвячена НРІ. На секції можна було створювати мініатюри, взяти участь в одноразових кампаніях від різноманітних клубів та проєктів, зокрема «Dice & Bones» (YouTube-шоу), «idearoll» (YouTube-канал), «Дід Лихозор» (Клуб D&D), «Хухи.spaсe» (НРІ-простір\антикафе), «This is Gothic Punk» (YouTube-канал), «RolePlay Солов'їною» (YouTube-канал) та інші. Також на фестивалі була окрема секція, присвячена ворґеймінґу — Wargames UA.